# Короленко Володимир Васильович
Володимир Васильович Короленко (нар. 28 червня 1979 року, Київ, Україна) — український лікар, науковець, державний службовець і громадський діяч.  Заступник Голови Державної служби України з лікарських засобів та контролю за наркотиками (з 2019). Державний службовець 2 рангу (2022). Доктор медичних наук (2021).

## Життєпис
У 1998 році закінчив з відзнакою Перше Київське медичне училище за спеціальністю «Лікувальна справа» та здобув кваліфікацію фельдшера. У 2005 році закінчив Національний медичний університет ім. О. О. Богомольця за спеціальністю «Лікувальна справа» та здобув кваліфікацію лікаря. У 2017 році закінчив Національну академію державного управління при Президентові України за спеціальністю «Державне управління у сфері охорони здоров'я» та здобув кваліфікацію магістра державного управління (спеціалізація — стратегічне управління у сфері охорони здоров'я). У 2018 році пройшов програму Національної академії державного управління при Президентові України «Політика та управління у секторі економіки та фінансування системи охорони здоров'я в Україні» (адаптовано з навчального курсу Гарвардської школи громадського здоров'я ім. Т. Х. Чена). У 2021 році завершив річну програму «Управління публічними фінансами» у Київській школі економіки.
Трудову діяльність розпочав з вересня 1998 року по червень 2005 року на посаді фельдшера відділення невідкладної медичної допомоги Центральної районної поліклініки Подільського району м. Києва. З серпня 2005 року по вересень 2009 року працював старшим лаборантом кафедри дерматології та венерології Національного медичного університету імені О. О. Богомольця. З вересня 2009 року по листопад 2011 року — асистентом кафедри дерматології та венерології Національного медичного університету імені О. О. Богомольця.
З листопада 2011 року по червень 2013 року Володимир Короленко працює заступником начальника управління лікувально-профілактичної допомоги — начальником відділу організаційно-методичної роботи, діловодства та контролю Головного управління охорони здоров'я Київської обласної державної адміністрації. З червня 2013 року по серпень 2015 року — начальником управління лікувально-профілактичної допомоги Департаменту охорони здоров'я Київської обласної державної адміністрації.
З жовтня 2013 року по червень 2018 року — він доцент кафедри дерматології та венерології Національного медичного університету імені О. О. Богомольця (за сумісництвом). З вересня 2015 року по лютий 2017 року — слухач Національної академії державного управління при Президентові України. З березня 2017 року по вересень 2017 року — начальник управління лікувально-профілактичної допомоги Департаменту охорони здоров'я Київської обласної державної адміністрації.
З вересня 2017 року по вересень 2018 року — начальник управління з питань забезпечення депутатської діяльності та роботи з постійними комісіями виконавчого апарату Київської обласної ради.
З серпня 2018 року по серпень 2019 року — консультант з розвитку гнучких та стійких систем охорони здоров'я Центру громадського здоров'я МОЗ України (за цивільно-правовою угодою). З лютого 2019 року по серпень 2019 року — доцент, з липня 2023 року - професор (за сумісництвом) кафедри прикладної медицини Університету «КРОК».
Відповідно до розпорядження Кабінету Міністрів України від 21 серпня 2019 року № 644-р призначений на посаду заступника Голови Державної служби України з лікарських засобів та контролю за наркотиками , за посадою також - заступника Головного державного інспектора України з контролю якості лікарських засобів. Забезпечив розробку урядової постанови, якою вперше за останні сім років затверджено обсяги квот на 2022 рік, у межах яких здійснюється культивування рослин, що містять наркотичні засоби і психотропні речовини, а також виробництво, виготовлення, зберігання, ввезення на територію України та вивезення з території України наркотичних засобів і психотропних речовин (постанова Кабінету Міністрів України від 13.09.2022 № 1027), підтверджено євроінтеграційні прагнення нашої країни у зазначеній сфері та забезпечено виконання міжнародних зобов'язань України. Ініціював затвердження та реалізацію Комунікаційної стратегії Державної служби України з лікарських засобів та контролю за наркотиками на 2020—2025 роки. Як наслідок, за результатами моніторингу Державним комітетом телебачення і радіомовлення України інформаційного наповнення офіційних вебсайтів центральних та місцевих органів виконавчої влади офіційний сайт Держлікслужби незмінно входить до трійки найкращих серед 65 вебсайтів центральних органів виконавчої влади. Забезпечив розробку символіки Державної служби України з лікарських засобів та контролю за наркотиками, затвердженої  Указом Президента України від 06.10.2021 № 509/2021.

## Науковець
Від 2010 року – кандидат медичних наук (науковий керівник - доктор медичних наук, професор, член-кореспондент Національної академії педагогічних наук України Володимир Коляденко; дисертацію на тему "Сигма-ШОЕ та імунологічні показники крові при нейрофіброматозі І типу" захищено у вересні 2009 р. за результатами наукового дослідження за кошти гранту Президента України для обдарованої молоді за 2007 рік). Входив до робочої групи науково-дослідної роботи Національного медичного університету імені О.О.Богомольця та Інституту біоорганічної хімії та нафтохімії НАН України зі створення мазі антимікотика Теобону-дитіомікоциду (було одержано дослідні партії препарату, підготовлено науково-технічну документацію для промислового випуску мазі).
Від 2021 року – доктор медичних наук (тема дисертації "Медико-соціальне обґрунтування удосконалення системи дерматовенерологічної допомоги населенню в умовах реформування охорони здоров’я", науковий консультант - доктор медичних наук, професор Тетяна Грузєва). У лютому 2017 року - учасник програми "Запрошений професор" Люблінського католицького університету імені Івана Павла II (Люблін, Польща). Гостьовий лектор з актуальних проблем громадського здоров'я у Київському національному університеті імені Тараса Шевченка, Національному медичному університеті імені О.О.Богомольця, Національному університеті "Києво-Могилянська академія", Регіональному центрі підвищення кваліфікації Київської області (Київська обласна державна адміністрація), Національному університеті харчових технологій.
Обгрунтував та розробив концептуальну функціонально-організаційну модель системи дерматовенерологічної допомоги населенню в умовах реформування охорони здоров’я, яку побудовано на принципах профілактичної спрямованості, інтеграції із системою громадського здоров’я, пацієнт-орієнтованості, міжсекторального та мультидисциплінарного підходів, науковості, високотехнологічності, інновативності, розширення професійної самоврядності.
Є автором та співавтором понад 230 праць, у тому числі національного підручника “Дерматологія, венерологія» українською (2012) та англійською (2013) мовами, монографії «Кадрова політика у сфері охорони здоров’я України в контексті європейської інтеграції» (2018), операційного посібника «Розробка та фінансування регіональних і місцевих програм громадського здоров’я» (2019), навчального посібника «Громадське здоров’я» (2021), наукових статей у виданнях, включених до наукометричних баз Scopus та Web of Science. Результати його наукових праць впроваджені до нормативно-правових актів у сфері охорони здоров’я.
Наукові інтереси стосуються розвитку системи громадського здоров'я, розбудови людського потенціалу України, історії медицини.
У 2007 – 2011 рр. – головний редактор „Українського науково-медичного молодіжного журналу”, від 2013 р. - член редакційної ради "Українського журналу дерматології, венерології, косметології". Від 2016 р. - рецензент журналу "European Journal of Public Health" видавничого дому Oxford University Press.

## Громадська діяльність
З 2008 по 2012 рік – голова Ради молодих вчених при Міністерстві охорони здоров'я України. З 2009 по 2017 рік – член Громадської ради при Міністерстві охорони здоров'я України
З 2018 по 2019 рік – член робочої групи при Міністерстві освіти і науки України з розроблення Стратегії розвитку сфери інноваційної діяльності на період до 2030 року, затвердженої розпорядженням Кабінету Міністрів України від 10 липня 2019 р. № 526-р, ініціював включення до цієї Стратегії механізмів державно-приватного партнерства та венчурного фінансування.
З вересня 2021 року працював у складі міжсекторальної робочої групи з питань розробки Стратегії розвитку системи охорони здоров’я до 2030 року, напрацювання якої впроваджені до Плану відновлення системи охорони здоров’я України від наслідків війни на 2022 ‐ 2032 роки та нової редакції Закону України «Про лікарські засоби».
Долучався до благодійних акцій та волонтерства у рамках Ротарі Інтернешнл.
Неодноразово входив до складу Національної експертної комісії громадської відзнаки за професіоналізм та милосердя «Орден Святого Пантелеймона».
Обраний дійсним членом громадських академій наук – Національної академії наук вищої освіти України (2022, відділення медицини), Міжнародної академії освіти і науки (2022, відділення медицини, з 2018 - член-кореспондент), членом  Наукового товариства ім. Шевченка (НТШ) (2022, лікарська комісія), асоційованим членом Royal Society for Public Health(Королівського товариства громадського здоров’я, Велика Британія) (2018).

## Відзнаки
Нагороджений Грамотою Президії Національної академії наук України (2004 рік), Подякою Київського міського голови (2004 рік), Почесною відзнакою “За активну громадську діяльність” Міністерства України у справах сім’ї, дітей та молоді (2004 рік), премією Академії медичних наук України (2005 рік), премією Європейської академії дерматології та венерології (2009 рік), орденом Преподобного Агапіта Печерського II ступеня (2014 рік), Подякою Прем'єр-міністра України (2020 рік), відзнакою Ротарі Інтернешнл Paul Harris Fellow (2023 рік), Подякою Комітету Верховної Ради України з питань здоров'я нації, медичної допомоги та медичного страхування (2023 рік), відзнаками неурядових організацій.

## Родина
Внучатий племінник Куриленка Онисима Даниловича (1904—1982) — українського науковця-хіміка, одного із засновників колоїдної хімії в Україні, члена-кореспондента НАН України .